# Sisophon
A Sisophon é uma cidade do Camboja, capital da província de Banteay Meanchey e do Serei Saophoan. A cidade separa o Camboja pela Estrada Nacional 5 e Estrada Nacional 6. Serei Saophoan é difícil de pronunciar, tantas vezes a área está escrito transliterado como "Sisophon", mesmo em sinais cambojano. 
Cerca de quarenta minutos de Sisophon existe um templo Khmer ruína chamado Banteay Chmar. 
Como Angkor Wat e Angkor Thom, esta área estava dentro do Sião (Tailândia) para mais de 500 anos antes de ter sido retomada pelos franceses e, em seguida, retornou para o Camboja. 